# Dipinacia schiniodes
Dipinacia schiniodes là một loài bướm đêm trong họ Noctuidae.